# Liliane Klapisch
Liliane Klapisch (hébreu : ליליאן קלאפיש), née en 1933, est une artiste peintre franco-israélienne. Elle vit et travaille entre Paris et Jérusalem.

## Biographie

### Famille
Liliane Klapisch naît en 1933, à Cachan. Ses parents sont Solly Klapisch, fondateur et dirigeant de Klapisch Frères, entreprise spécialisée dans la commercialisation du saumon fumé, et Blima Lax, fille aînée de Jakob Lax, fourreur connu du Paris du début du XXe siècle.
Elle est la sœur du physicien Robert Klapisch, né en 1932 (et de ce fait la tante du réalisateur Cédric Klapisch) ; elle a deux autres frères, Marcel, scientifique, né en 1938, et Fernand, rabbin (1940-2024).

### Formation
Elle étudie la peinture à l'académie Ranson, à Paris, de 1948 à 1949, ainsi qu'avec Léon Zack.

### Parcours

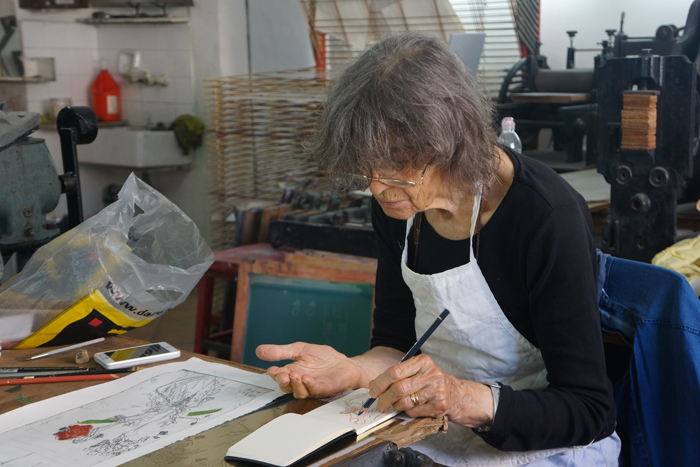
Liliane Klapisch dans son atelier (2017).

Elle vit au Maroc de 1958 à 1959, et émigre en Israël in 1969.
Ses œuvres sont exposées au musée d'art de Haïfa, au musée d'Israël et au musée des beaux-arts de Tel Aviv, qui lui consacre une exposition rétrospective en 2003, ainsi qu'à la galerie Bineth, à Tel Aviv.

### Vie privée
Mariée au philosophe franco-israélien Stéphane Mosès, professeur émérite du Franz Rosenzweig research center for German-Jewish culture and literary history de l'université hébraïque de Jérusalem, ils ont un fils, le poète, écrivain et traducteur Emmanuel Moses, et deux filles, l'écrivaine et poète Anouche Sherman et l'artiste Sonia Moses.